# Штадттемпель
Штадттемпель (нем. Stadttempel) — главная синагога Вены. Расположена в районе Внутренний Город на улице Зайтенштеттенгассе, 4, поэтому её также называют Зайтенштеттентемпель (нем. Seitenstettentempel): до 1938 года большое количество синагог и молитвенных домов Вены обычно были известны по названиям улиц или переулков.
В настоящее время эта синагога является главным молитвенным домом для городской еврейской общины, насчитывающей около 7 тысяч человек. Также она имеет статус исторического памятника.

## История
С экономическим процветанием некоторых еврейских семей в конце XVIII века и эмансипационными стремлениями евреев, ставших возможными благодаря изданному императором Иосифом II Толеранцийному патенту («эдикту терпимости»), появился план построения синагоги во внутреннем городе Вены. Это намерение было поддержано советом еврейской общины и объявлено всем её членам в письме в 1819 году. Два места для стройки магистрат не одобрил. В 1811 году Михаэль Лазарь Бидерманн и Исаак Лев Хофманн за 90 тысяч гульденов приобрели здание под названием Пемплингерхоф на современной улице Зайтенштеттенгассе. Через 12 лет это здание должны были снести из-за его плохого состояния, поэтому Йозеф Корнгойзель, один из самых известных архитекторов Вены того времени и архитектор князя Иоганна I фон Лихтенштейна, для которого он строил дворцы и театры, получил заказ на строительство синагоги. Закладка первого камня строения, спроектированного в стиле классицизма, состоялась 12 декабря 1825 года. За строительством наблюдал официальный муниципальный архитектор Якоб Хайнц. Торжественное открытие состоялось 9 апреля 1826 года.
Первым раввином синагоги до самой своей смерти в 1865 году являлся Исаак Маннгаймер, по его же предложению в 1826 году в качестве хаззана в Вену был вызван Саломон Зультер.
Когда во время Хрустальной ночи 1938 года все синагоги и молитвенные дома Вены, которых насчитывалось более 130, были подожжены, только главной синагоге города из-за своей близости к жилому району удалось избежать уничтожения. Впрочем её интерьер был осквернён и разграблен.
Во времена Холокоста а Австрии здание использовалось как сборный лагерь для венских евреев, которых затем депортировали и убивали. Об этом напоминает открытая в сентябре 1988 года памятная доска в холле.

### Террористические акты
22 апреля 1979 года во дворе синагоги взорвался заряд весом 0,5 килограмма. В результате взрыва никто не пострадал, но были разбиты все стеклянные окна и был нанесён значительный материальный ущерб. По итогу ответственность за теракт взяла на себя палестинская экстремистская группировка Ас-Сайка.
29 августа 1981 года двое вооружённых террористов палестинской экстремистской группировки Революционный совет «Фатх» совершили нападение на Штадттемпель, в результате которого погибли два человека и ещё 21 человек получили тяжёлые ранения.
Сейчас данная синагога, как и все другие еврейские учреждения Австрии, находится под постоянной охраной полиции.

## Архитектура и интерьер
Согласно тогдашним предписаниям некатолические молитвенные сооружения должны быть «скрытыми» — их не должно было быть видно непосредственно с улицы. Поэтому сама синагога находится между двумя пятиэтажными многоквартирными домами № 2 и № 4 с 14 оконными осями и классицистическим фасадом, построенными одновременно с синагогой для учреждений еврейской общины. Вход в синагогу осуществляется через здание на улице. Историк искусства ортодоксальный еврей Макс Айслер (1881—1937) сказал о синагоге как о памятнике, противоречащем своему времени.

Над входной дверью здания на улице находится надпись на иврите (из Псалтиря 100,4):
ד בֹּאוּ שְׁעָרָיו, בְּתוֹדָה-חֲצֵרֹתָיו בִּתְהִלָּה; הוֹדוּ-לוֹ, בָּרְכוּ שְׁמוֹ 

«Придите к его воротам с благодарностью, к его дворам [Иерусалимского храма] — с гимнами!»
Выделенные своими размерами буквы второго слова (шеарав) — начиная с четвёртой буквы в первой строке — образуют число, которое напоминает о годе постройки, а именно шин/300 + аин/70 + реш/200 + йуд/10 + вав/6 = 586 — перед которым надо поставить число 5000, таким образом получается 5586 по еврейскому календарю = получается 1825/1826 годы, в которые и была построена синагога.
Сама синагога имеет овальную форму. Также овальную форму имеет молитвенная комната, окружённая венцом из 12 ионических ордеров, поддерживающих женскую часть синагоги, увенчанная куполом в стиле бидермайер и двумя фонарями. Сначала женская и мужская части заканчивались за одну колонну от ковчега с Торой, но позже их расширили до конца колоннады за ковчегом, чтобы увеличить количество мест для сидения.
Памятная стеклянная доска, сделанная во времена открытия синагоги, на которой подробно изображён её интерьер, временно хранится в коллекции Еврейского музея Нью-Йорка.

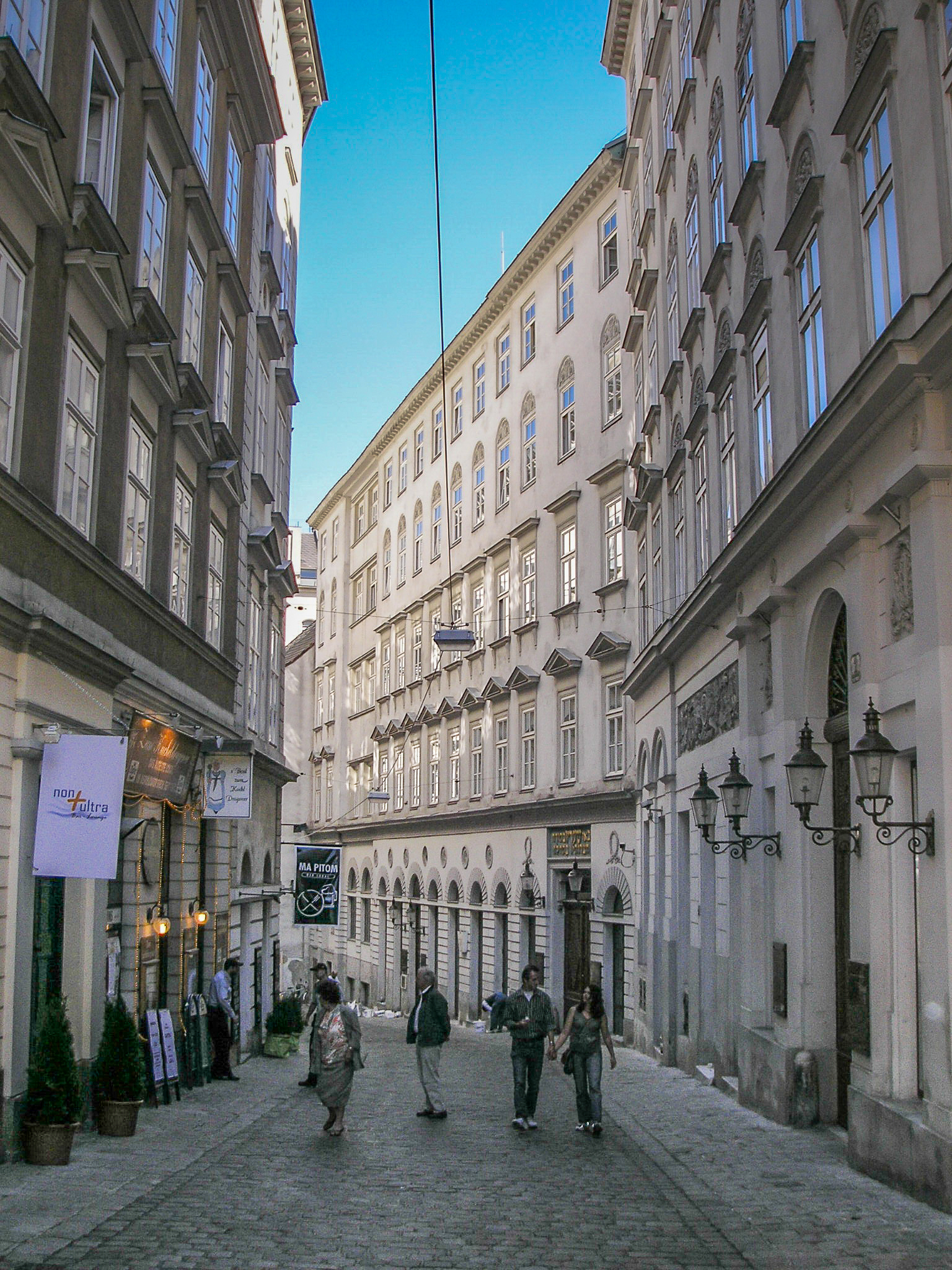
Улица Зайтенштеттенгассе, 4, на которой расположена синагога
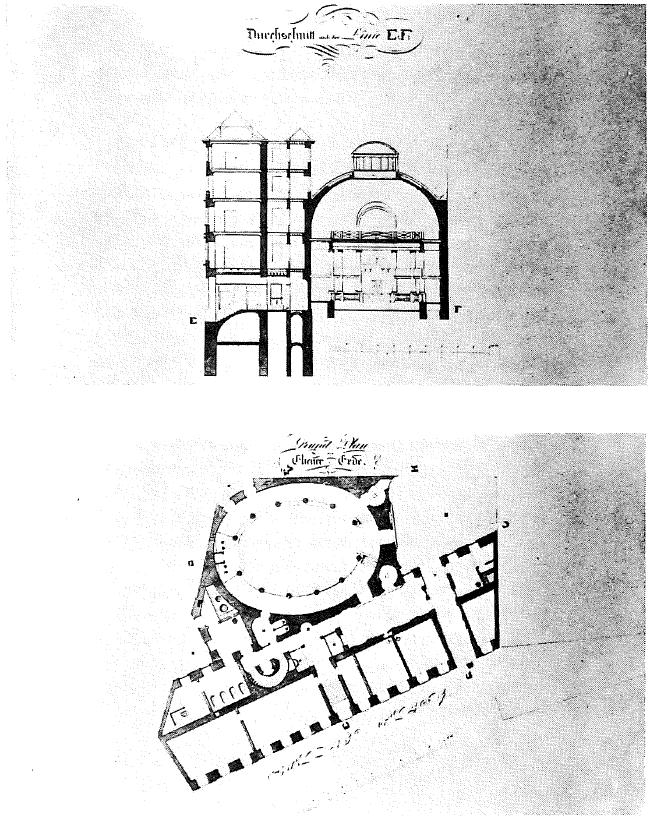
План строительства, выполненный Йозефом Корнгойзелем
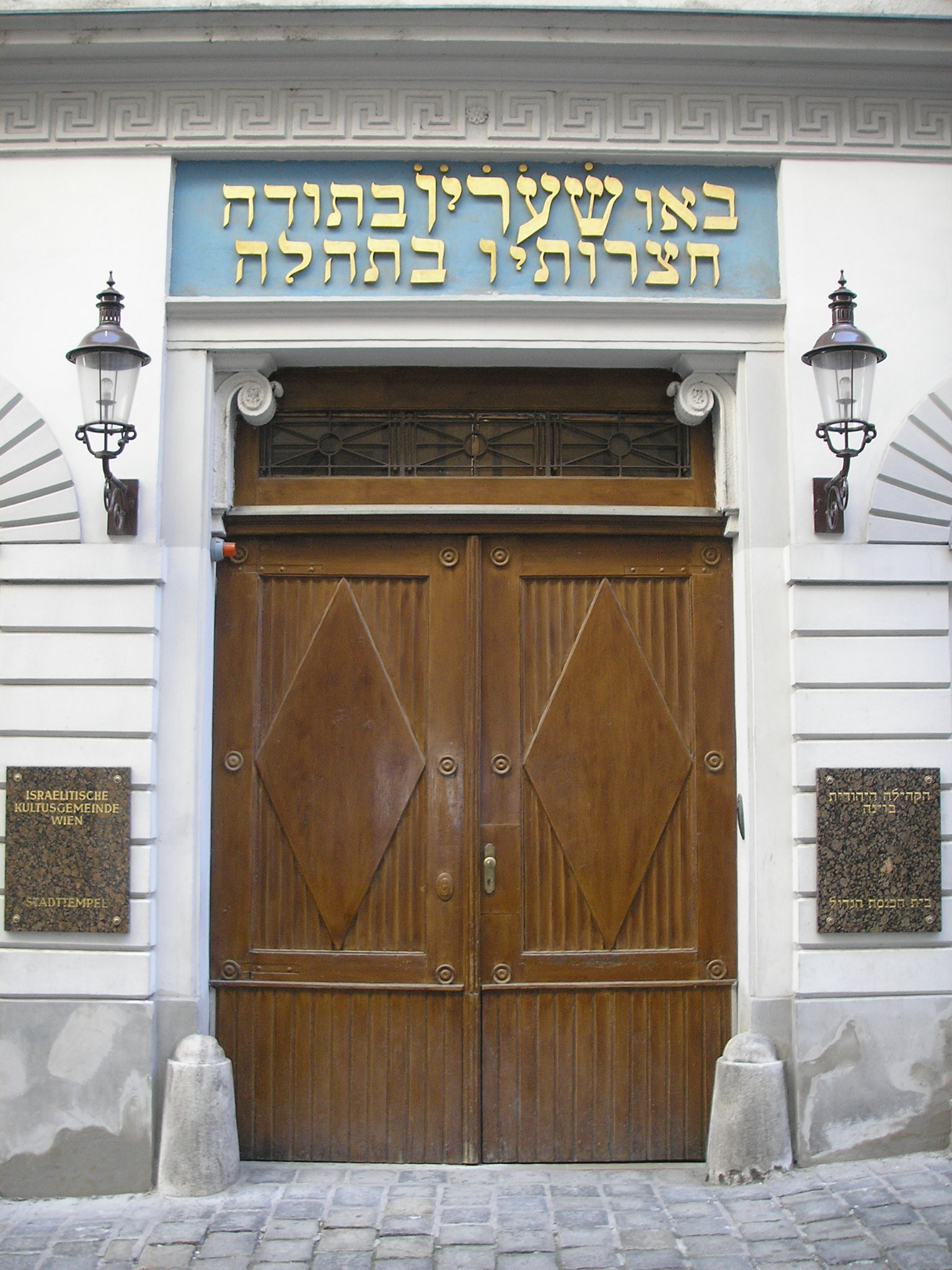
Вход в синагогу с надписью на иврите
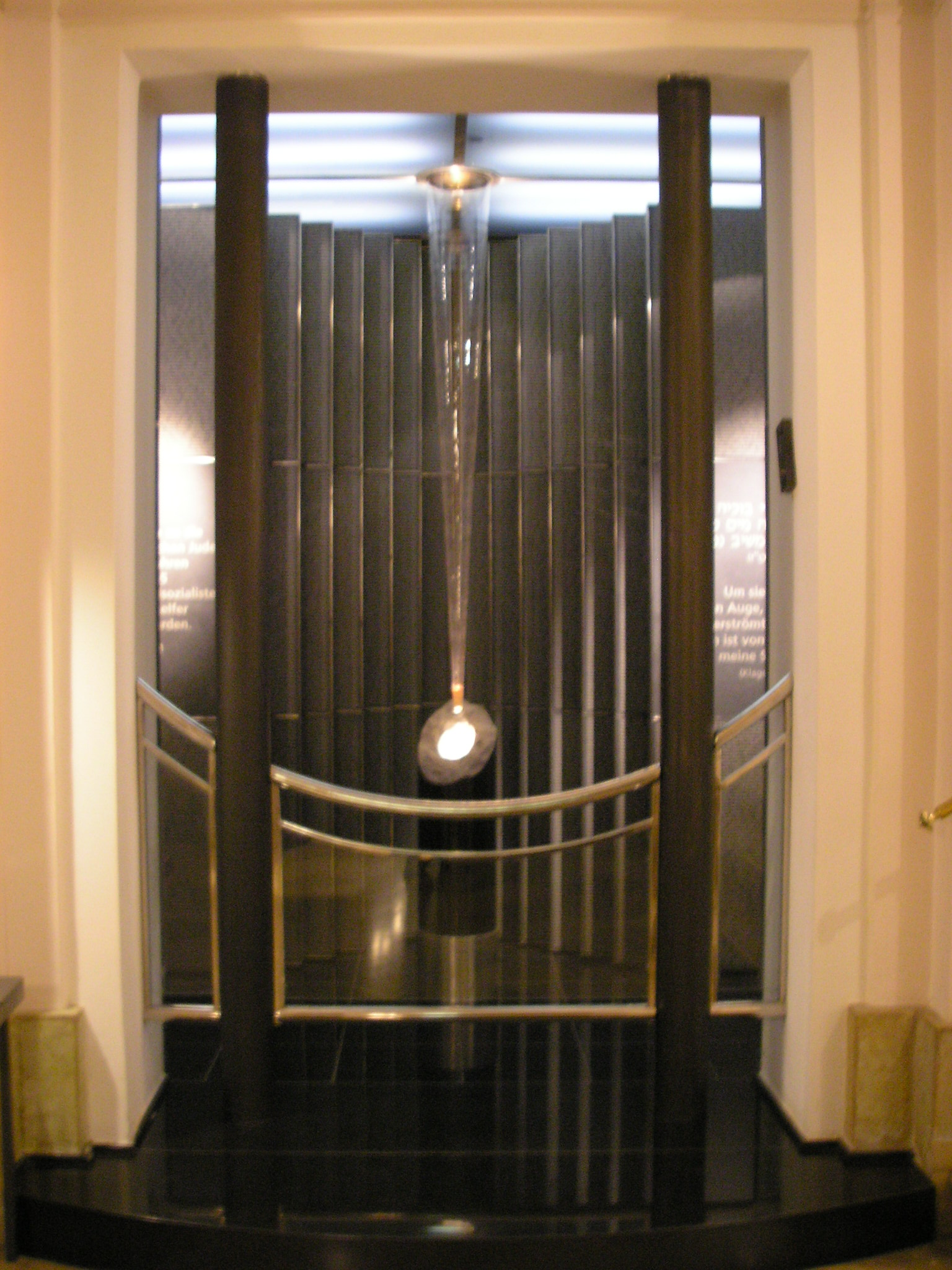
Памятник жертвам Холокоста на входе в синагогу, установленный в 2002 году
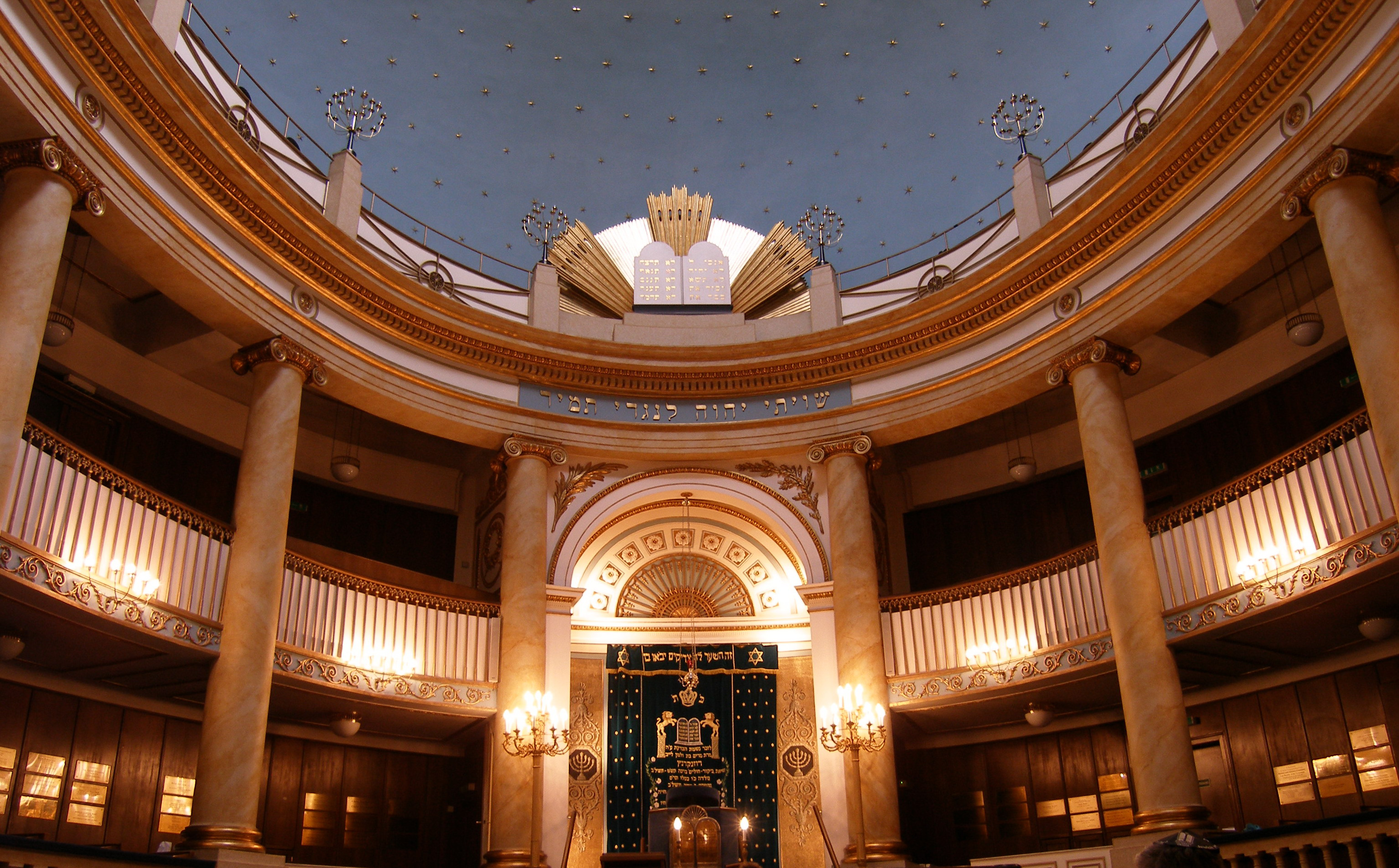
Интерьер Штадттемпеля в 2006 году
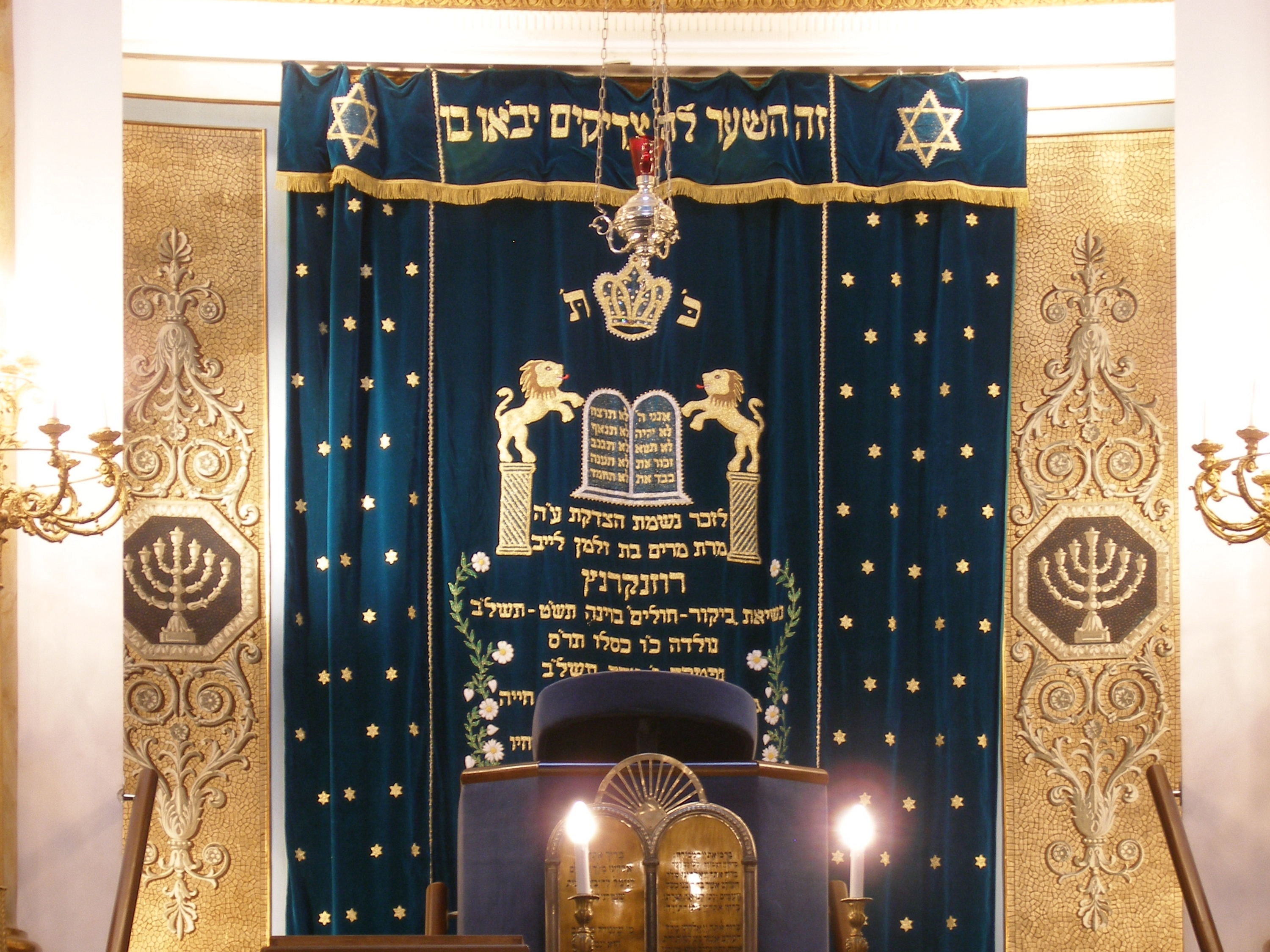
Пелена перед свитком с Торой
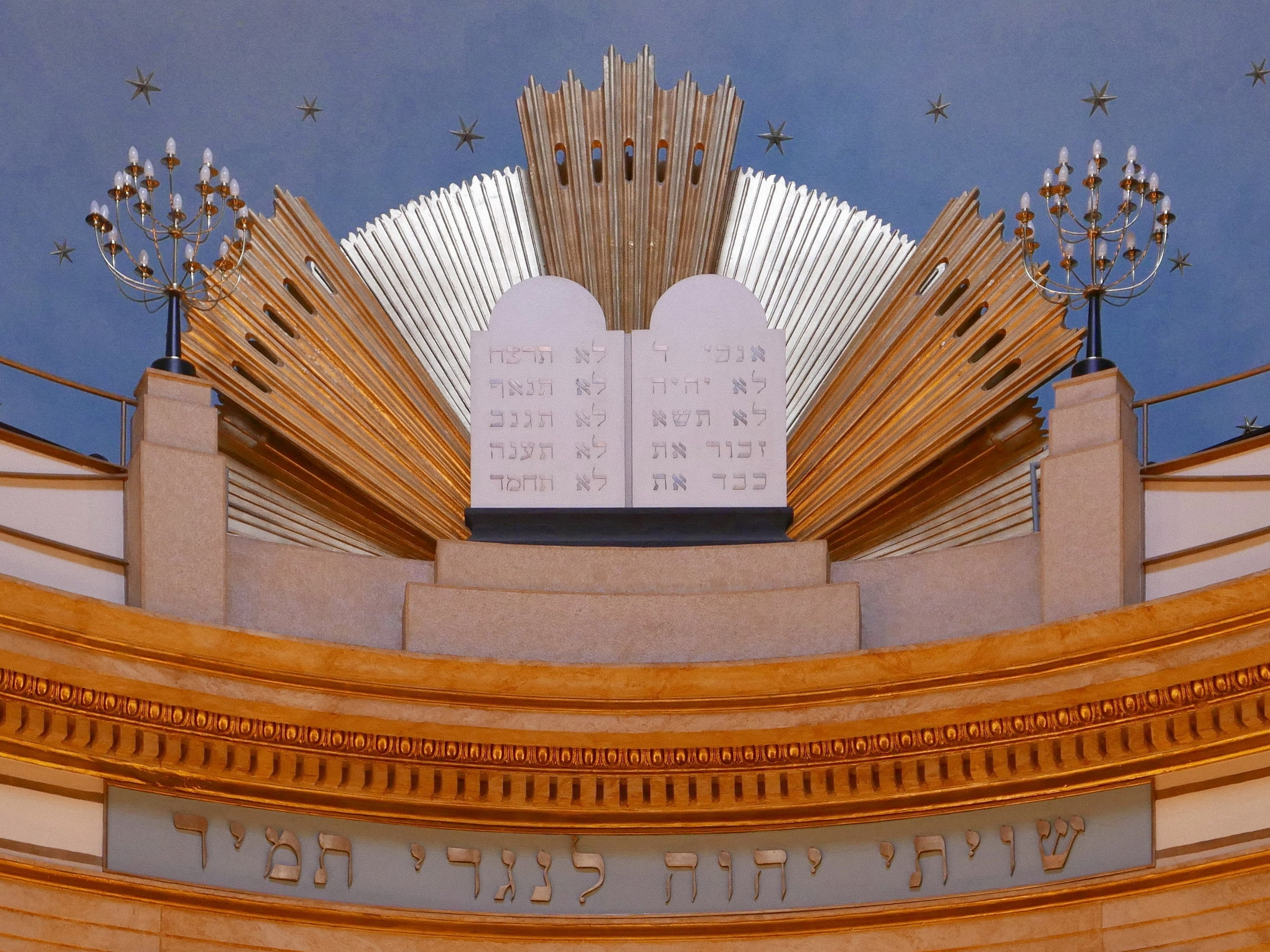
Доски Декалога над свитком с Торой

## Видные члены общины
- Симон Визенталь
- Адольф Еллиник[15]